# Голубев, Георгий Евгеньевич
Георгий Евгеньевич Голубев (15 июня 1921, Киев — неизвестно) — советский архитектор, проектировщик станций метро. Кандидат архитектуры (1959), доктор архитектуры (1983), профессор (1984).

## Биография
Родился 15 июня 1921 года в Киеве. Принимал участие в Великой Отечественной войне.
В 1950 году окончил Киевский инженерно-строительный институт за званием архитектора. После окончания института работал в Киевметропроекте, проектировал станции первой очереди Киевского метрополитена. Проектировал жилые и общественные здания Киева, занимался восстановление зданий, разрушенных во время войны.
В 1952 году переехал в Москву. Работал в «Метрогипропроекте» руководителем группы и главным архитектором проекта. Первой крупной работой Г. Е. Голубева в Москве стала станция метро «Киевская» Кольцевой линии, которую он спроектировал в марте 1952 года вместе с киевскими архитекторами Е. И. Катониным и В. К. Скугаревым. Принимал участие в проектировании площадей у станций метро «Маяковская», «Октябрьская» и «Таганская». Совместно с С. М. Кравцом и Ю. А. Колесниковой спроектировал унифицированные наземные вестибюли станций «Рижская», «Алексеевская» и «ВДНХ». В соавторстве с С. М. Кравцом и М. Ф. Марковским выполнил проект станции метро «Новые Черёмушки». Проект этой станции стал типовым и был повторён более 20 раз в Москве, Киеве, Харькове и других городах.
С 1959 года работал в НИИ Общественных зданий Академии строительства и архитектуры СССР в должности старшего научного сотрудника и руководителя сектора транспортных зданий и сооружений. С 1966 года работал в ЦНИИП градостроительства. С 1987 года — профессор ВЗИСИ и МАРХИ, научный руководитель кандидатских диссертаций, член Специального совета МАРХИ.
Автор более 150 проектов метро и проектно-экспериментальных предложений для Москвы, Киева, Алма-Аты, Днепропетровска, Тбилиси и других городов. Написал свыше 150 работ, включая монографии «Современные вокзалы» и «Подземная урбанистика». Автор разделов в учебниках и статей в энциклопедиях.
Член Союза архитекторов СССР с 1952 года. Член бюро секций транспорта и градостроительства Московского отделения Союза архитекторов (МОСА). Заместитель председателя комиссии правления МОСА.
Жил в Москве по адресу: Тарутинская улица, 4.

## Награды
- Орден Отечественной войны II степени (1985)[2]

## Сочинения
- Подземная урбанистика. — М., 1972.
- Использование подземного пространства в крупных городах. — М., 1973.
- Многоэтажные наземные гаражи и автостоянки в городской застройке. — М.: ГосИНТИ, 1976.
- Подземные автостоянки и гаражи в городской застройке. — М.: ГосИНТИ, 1976.
- Подземная урбанистика. — М.: Стройиздат, 1979.
- Многоуровневые транспортные узлы. — М.: Стройиздат, 1981.
- Подземная урбанистика и город : учебное пособие по направлению «Архитектура». — М.: МИКХиС, 2005.